# Wapen van Wieuwerd

Wapen van Wieuwerd

Het wapen van Wieuwerd is het dorpswapen van het Nederlandse dorp Wieuwerd, in de Friese gemeente Súdwest-Fryslân. Het wapen werd in 2001 geregistreerd.

## Beschrijving
De blazoenering van het wapen in het Fries luidt als volgt:
weagjend trochsnien: a. blau; b. yn goud trije swarte flearmûzen, pleatst 2 : 1; in sulveren hertskyld, belein mei in beam op in gersgrûn, alles fan grien; it hertskyld yn it blau oan wjerskanten beselskippe fan in sulveren rút.
De Nederlandse vertaling luidt als volgt:
golvend doorsneden: a. blauw; b. in goud drie zwarte vleermuizen, geplaatst 2 : 1; een zilveren hartschild, belegd met een boom op een grasgrond, alles van groen; het hartschild in het blauw aan weerskanten vergezeld van een zilveren ruit.
De heraldische kleuren zijn: azuur (blauw), goud (goud), sabel (zwart), zilver (zilver) en sinopel (groen).

## Symboliek
- Golvende schilddeling: verwijst naar de ligging van het dorp aan de voormalige Middelzee.[2]
- Ruiten: afkomstig van het wapen van het geslacht Van Walta dat de plaatselijke Thetingastate bewoonde. De kleur blauw is eveneens terug te vinden in dat wapen.[2]
- Vleermuizen: staan voor de grafkelder van de kerk van Wieuwerd waar in 1765 zeven mummies gevonden werden.[2]
- Hartschild: het wapen van Anna Maria van Schurman die als labadiste op de Thetingastate van Cornelis van Aerssen van Sommelsdijck verbleef.[2]
- Kleurstelling: ontleend aan het wapen van Baarderadeel, de gemeente waar Wieuwerd eertijds tot behoorde.[2]

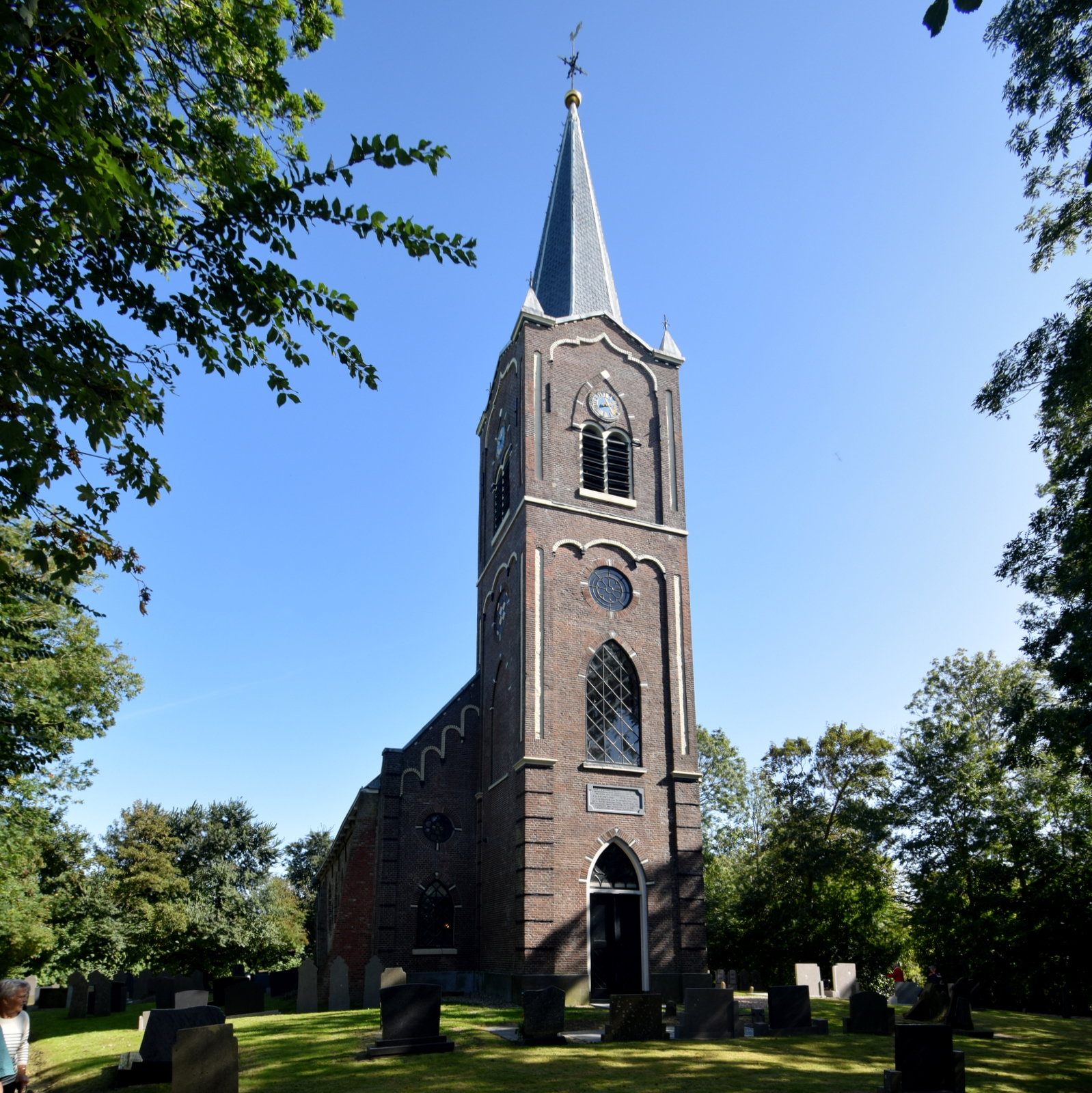
De Nicolaaskerk van Wieuwerd.
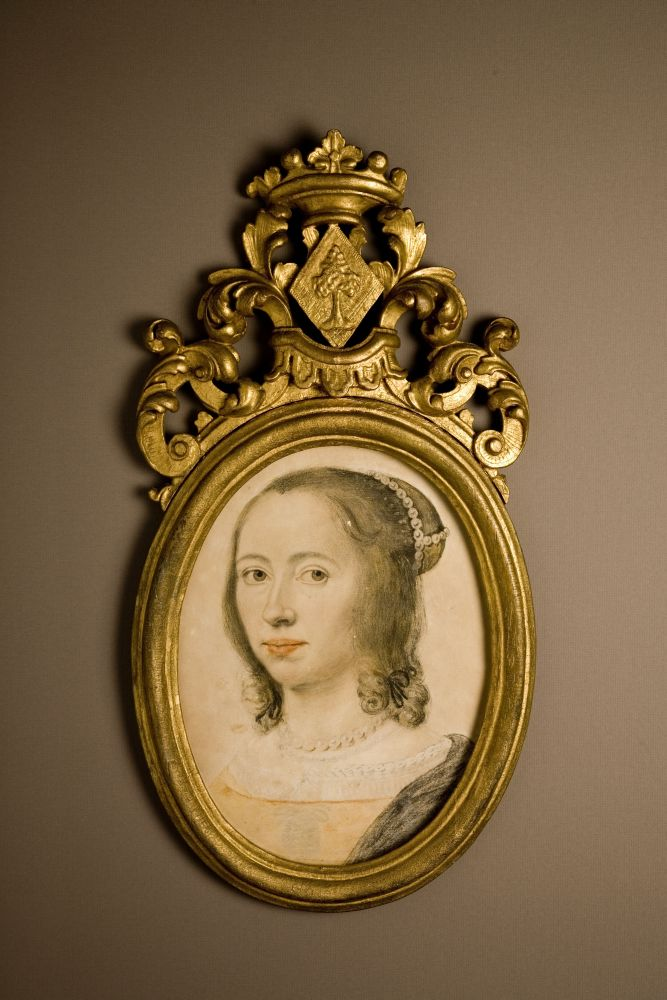
Zelfportret van Anna Maria van Schurman met haar familiewapen.
Het wapen van Baarderadeel.

## Zie ook

Vlag van Wieuwerd